# تشارلز أريك لينكولن
تشارلز أريك لينكولن (بالإنجليزية: C. Eric Lincoln)‏‏ (23 يونيو 1924  - 14 مايو 2000 ) شاعر، وروائي من غانا.